# مالتا (نيويورك)
مالتا (بالإنجليزية: Malta, New York) هي بلدة أمريكية تقع في الولايات المتحدة في مقاطعة ساراتوغا، نيويورك. يقدر عدد سكانها بـ 13,005 نسمة ومساحتها 81.3 كم2 وترتفع عن سطح البحر 99 متر.

## أعلام
- ستيفن كلارك
- إلمر إي. ألسويرث